# Phyllonorycter andalusicus
Phyllonorycter andalusicus là một loài bướm đêm thuộc họ Gracillariidae. Nó được tìm thấy ở Tây Ban Nha.
The larvae có thể feed on Retama sphaerocarpa. Chúng cuộn lá làm tổ.